# Sagitta (motorfiets)
Sagitta is een historisch merk van motorfietsen.
De bedrijfsnaam was Ferrum AG, Praha-Vinohrady.
Tsjechisch merk dat van 1928 tot 1930 motorfietsen met 247 cc Villiers-motoren maakte.
Villiers stond indertijd bekend als leverancier van goedkope maar betrouwbare tweetakt-inbouwmotoren die populair waren bij kleine bedrijven die hun eigen motorfietsen wilden produceren.